# Équipe de Provence de football
Ne doit pas être confondu avec Équipe d'Occitanie de football.
Maillots
L'équipe de Provence de football (ou Sélection provençale de football) est une sélection régionale de joueurs natifs ou originaires de Provence, créée en 2006. Elle participe occasionnellement à des compétitions internationales, en 2009 et 2012 elle termine quatrième à la Viva World Cup,. La sélection fut affiliée à la NF Board de 2006 à 2013.

## Historique
La sélection dispute son premier match face à la Catalogne le 3 avril 1921 (défaite 4-0), puis en dispute un second le lendemain, toujours face à la Catalogne (défaite 1-0).
Après des années de flottements et des rumeurs de reformation dans les années 1960, l'équipe est relancée en 2006. Elle participe à sa première Viva World Cup en 2008, à Gällivare (Laponie). Trois autres participations suivront en 2009,, 2010, et 2012,,,,,,. La Provence terminera à la quatrième place du tournoi en 2009 (défaite 4-4, quatre tirs au but à cinq, en match pour la troisième place face à la Laponie) et, avec Philippe Burgio à sa tête,, en 2012 (défaite 2-7 en match pour la troisième place face à Zanzibar),,.
Début 2012, la sélection provençale joue face à l'EUGA Ardziv. En 2013, elle rencontre la sélection de Monaco,, puis le FC Sète. En juin de la même année, elle organise à Marseille la première édition du Tournoi international des peuples, cultures et tribus,,. La Provence affronte plusieurs équipes (dont le Québec,,) et accède à la finale, mais elle y échouera (défaite 1-0 face au Kurdistan, vainqueur en titre de la Viva World Cup),.
Parmi les joueurs de la sélection, ont déjà figuré Anthony Marin ou encore Rémy Sergio.

## Parcours dans les compétitions internationales
VIVA World Cup
| Année | Lieu   | Position     | Match        | Victoire     | Nul          | Défaite      | but marqué   | but encaissé |              |
| ----- | ------ | ------------ | ------------ | ------------ | ------------ | ------------ | ------------ | ------------ | ------------ |
| 2006  | France | Non présente | Non présente | Non présente | Non présente | Non présente | Non présente | Non présente | Non présente |
| 2008  | Suède  | 5e           | 4            | 0            | 0            | 4            | 3            | 18           |              |
| 2009  | Italie | 4e           | 4            | 2            | 1            | 1            | 9            | 12           |              |
| 2010  | Malte  | 6e           | 3            | 0            | 0            | 3            | 3            | 6            |              |
| 2012  | Irak   | 4e           | 4            | 2            | 0            | 2            | 23           | 10           |              |

Tournoi international des peuples, cultures et tribus
| Année | Lieu   | Position | Match | Victoire | Nul | Défaite | but marqué | but encaissé |
| ----- | ------ | -------- | ----- | -------- | --- | ------- | ---------- | ------------ |
| 2013  | France | 2e       | 4     | 2        | 0   | 2       | 26         | 6            |

## Matches internationaux
| No | Date             | Lieu                                   | Provence | Adversaire     | Score       | Compétition                                           | Buteur(s) pour la Provence | Buteur(s) pour l'adversaire                                                                    | Rapport      |
| -- | ---------------- | -------------------------------------- | -------- | -------------- | ----------- | ----------------------------------------------------- | --- | ---------------------------------------------------------------------------------------------- | ------------ |
| 1  | 3 avril 1921     | Barcelone, Catalogne, Espagne          | Provence | Catalogne      | P 0-4       | A.                                                    | |                                                                                                | [ (Rapport)] |
| 2  | 4 avril 1921     | Barcelone, Catalogne, Espagne          | Provence | Catalogne      | P 0-1       | A.                                                    | |                                                                                                | [ (Rapport)] |
| 3  | 8 juillet 2008   | Gällivare, Laponie, Suède              | Provence | Padanie        | P 1-6       | VIVA World Cup 2008                                   | 23e Stephan Giordano | 7e Michele Cossato, 34e 45e Stefano Salandra, 36e 80e Giordan Ligarotti, 90e Giamcomo Ferrari  | (Rapport)    |
| 4  | 9 juillet 2008   | Gällivare, Suède                       | Provence | Kurdistan      | P 0-3       | VIVA World Cup 2008                                   | | Deyar Hamad Rahman 55e, Halgurd Mulla Mohammed 90+1e 90+3e                                     | [ (Rapport)] |
| 5  | 10 juillet 2008  | Gällivare, Suède                       | Provence | Araméens       | P 0-5       | VIVA World Cup 2008                                   | | 2e 32e Menhal Muqdisi, 5e Alexander Alan, 65e 81e Aday Kaplan                                  | (Rapport)    |
| 6  | 12 juillet 2008  | Malmberget, Suède                      | Provence | Laponie        | P 2-4       | VIVA World Cup 2008                                   | 5e 14e Stephan Giordano | 3e Matti Eira, 7e Mikal Eira, 28e Johan Logje, 83e Steffen Dreyer                              | [ (Rapport)] |
| 7  | 20 décembre 2008 | Monaco                                 | Provence | Monaco         | V 3-2       | A.                                                    | |                                                                                                | [ (Rapport)] |
| 8  | 22 juin 2009     | Stade Silvio-Piola, Novare, Italie     | Provence | Gozo           | V 3-1       | VIVA World Cup 2009                                   | 39e 77e Enais Hammoud, 90+1e Eddy Hammami | 73e John Camilleri                                                                             | [ (Rapport)] |
| 9  | 23 juin 2009     | Varèse, Italie                         | Provence | Laponie        | V 2-1       | VIVA World Cup 2009                                   | 37e Enais Hammoud, 64e Eddy Hammami | 5e Erik Berelsen                                                                               | (Rapport)    |
| 10 | 25 juin 2009     | Varèse, Italie                         | Provence | Kurdistan      | P 0-6       | VIVA World Cup 2009                                   | | Ali Aziz 6e, Ferhad Sediq 16e, Sawash Qadir 25e, Karzan Abdullah 56e 80e, Persia Abdulrida 71e | [ (Rapport)] |
| 11 | 25 juin 2009     | Brescia Italie                         | Provence | Laponie        | N 4-4 (4-5) | VIVA World Cup 2009                                   | 14e 88e Enais Hammoud, 16e Jean-Jacques Matel, 21e Benjamin Bennattar | 13e 53e Svein Thomassen, 18e Espen Bruer, 82e Daniel Reginiussen                               | (Rapport)    |
| 12 | 11 mars 2010     | Italie                                 | Provence | Padanie        | V 3-1       | A.                                                    | |                                                                                                | [ (Rapport)] |
| 13 | 1er juin 2010    | Sannat Malte                           | Provence | Deux-Siciles   | P 0-1       | VIVA World Cup 2010                                   | | 5e (pen.) Cappuccilli                                                                          | (Rapport)    |
| 14 | 2 juin 2010      | Ta' Sannat, Malte                      | Provence | Kurdistan      | P 2-3       | VIVA World Cup 2010                                   | Bruno Borghesi 19e 39e | Haider Qaraman 31e 90+5e, Deyar Hamad Rahman 35e                                               | (Rapport)    |
| 15 | 4 juin 2010      | Xewkija, Malte                         | Provence | Gozo           | P 1-2       | VIVA World Cup 2010                                   | Juan 19e | Buttigieg 59e, John Camilleri 89e                                                              | (Rapport)    |
| 16 | 5 juin 2012      | Franso Hariri Stadium, Erbil Irak      | Provence | Darfour        | V 18-0      | VIVA World Cup 2012                                   | 4e Omar M'Dahoma, 5e 40e 59e Brahim Zenafi, 19e 32e 59e 68e 75e Christophe Copel, 23e 49e 50e 77e 83e Samir Abbes, 41e 54e Yanis Abbes, 47e Christophe Taba, 66e Benoit Lescoualch |                                                                                                | (Rapport)    |
| 17 | 5 juin 2012      | Franso Hariri Stadium, Erbil Irak      | Provence | Chypre du Nord | V 2-1       | VIVA World Cup 2012                                   | 28e Brahim Zenafi, 35e Benoit Lescoualch | 26e Kasim Tağman                                                                               | [ (Rapport)] |
| 18 | 8 juin 2012      | Dahuk, Irak                            | Provence | Kurdistan      | P 1-2       | VIVA World Cup 2012                                   | Brahim Zenafi 36e | Amad Ismael 2e (59)                                                                            | (Rapport)    |
| 19 | 9 juin 2012      | Dahuk, Irak                            | Provence | Zanzibar       | P 2-7       | VIVA World Cup 2012                                   | 44e Christophe Taba, 57e Christophe Copel | 22e 23e 71e Suleiman, 35e 68e 90e Khamis Mcha, 58e Abdi Kassim                                 | [ (Rapport)] |
| 20 | 8 février 2013   | Var, France                            | Provence | Monaco         | V 6-1       | A.                                                    | |                                                                                                | (Rapport)    |
| 21 | 8 février 2013   | Marseille, France                      | Provence | FC Sète 34     | V 3-2       | A.                                                    | Bhahim Zénafi, Nicolas Crus |                                                                                                | (Rapport)    |
| 22 | 22 juin 2013     | Stade Senafrica, Marseille, France     | Provence | UGA Ardeiv     | V 3-2       | Tournoi international des peuples, cultures et tribus | |                                                                                                | (Rapport)    |
| 23 | 23 juin 2013     | Marseille, France                      | Provence | Tibet          | V 22-0      | Tournoi international des peuples, cultures et tribus | |                                                                                                | [ (Rapport)] |
| 24 | 27 juin 2013     | Stade de Bonneveine, Marseille, France | Provence | Québec         | P 1-3       | Tournoi international des peuples, cultures et tribus | 4e De Santi | 28e Pascal Aoun, 48e Reda Agourram, 80e Cédric Carrie                                          | (Rapport)    |
| 25 | 28 juin 2013     | Marseille, France                      | Provence | Kurdistan      | P 0-1       | Tournoi international des peuples, cultures et tribus | |                                                                                                | [ (Rapport)] |

| Score : - V = Match gagné - N = Match nul - P = Match perdu | Compétition : - A. = Match amical - C. = Compétition |

### Équipe rencontrées
| Adversaire     | Joués | Victoires | Matchs nuls | Défaites | Buts pour | Buts contre |
| -------------- | ----- | --------- | ----------- | -------- | --------- | ----------- |
| Kurdistan      | 5     | 0         | 0           | 5        | 3         | 15          |
| Laponie        | 3     | 1         | 1           | 1        | 8         | 9           |
| Monaco         | 2     | 2         | 0           | 0        | 9         | 3           |
| Catalogne      | 2     | 0         | 0           | 2        | 0         | 5           |
| Padanie        | 2     | 1         | 0           | 1        | 4         | 7           |
| Gozo           | 2     | 1         | 0           | 1        | 4         | 3           |
| Chypre du Nord | 1     | 1         | 0           | 0        | 2         | 1           |
| Tibet          | 1     | 1         | 0           | 0        | 22        | 0           |
| Québec         | 1     | 0         | 0           | 1        | 1         | 3           |
| Zanzibar       | 1     | 0         | 0           | 1        | 2         | 7           |
| Araméens       | 1     | 0         | 0           | 1        | 0         | 5           |
| Darfour        | 1     | 1         | 0           | 0        | 18        | 0           |
| Deux-Siciles   | 1     | 0         | 0           | 1        | 0         | 1           |
| UGA Ardeiv     | 1     | 1         | 0           | 0        | 3         | 2           |
| FC Sète 34     | 1     | 1         | 0           | 0        | 3         | 2           |
| Total          | 25    | 10        | 1           | 14       | 79        | 63          |

## Personnalités de la Provence

### Effectif
| Sélection 2008      | Sélection 2008   |
| Club                | Nom              |
| ------------------- | ---------------- |
| Gardien             |                  |
| Eole Sports         | Stéphane G'Bala  |
| Défenseur           |                  |
| Eole Sports         | Hervé Decalion   |
| Eole Sports         | Joher Fiala      |
| Eole Sports         | Stéphane Lamas   |
| Eole Sports         | Maxime Menza     |
| Eole Sports         | Jalal Zeroual    |
| Milieu de terrain   |                  |
| Eole Sports         | Cyril Alberghi   |
| Eole Sports         | Laurent Davy     |
| Eole Sports         | Michael Lopez    |
| Eole Sports         | Fabien Tolaini   |
| Attaquant           |                  |
| Eole Sports         | Stephan Giordano |
| Eole Sports         | Eddy Hammami     |
| Eole Sports         | Ennys Hammoud    |
| Eole Sports         | Thierry Marcade  |
| Eole Sports         | Samir Talbi      |
| Staff               | Nom              |
| Sélectionneur       | Philippe Burgio  |
| Officier de liaison | Thierry Marcade  |
| Officier de liaison | Hervé Decalion   |

| Sélection 2009    | Sélection 2009     |
| Club              | Nom                |
| ----------------- | ------------------ |
| Gardien           |                    |
| Eole Sports       | G. Ostacchini      |
| Défenseur         |                    |
| Eole Sports       | F. Balegh          |
| Eole Sports       | O. Naffati         |
| Eole Sports       | Jalal Zeroual      |
| Eole Sports       | Michaël Lopez      |
| Milieu de terrain |                    |
| Eole Sports       | V. Fabri           |
| Eole Sports       | Y. Blais           |
| Eole Sports       | Eddy Hemmami       |
| Eole Sports       | Ennys Hammoud      |
| Eole Sports       | Stephan Giordano   |
| Eole Sports       | Maxime Menza       |
| Eole Sports       | Cyril Albergui     |
| Eole Sports       | R. Manella         |
| Attaquant         |                    |
| Eole Sports       | Benjamin Bennattar |
| Eole Sports       | Joher Fiala        |
| Eole Sports       | D. Mezli           |
| Eole Sports       | Jean-Jacques Matel |
| Staff             | Nom                |
| Sélectionneur     | Philippe Burgio    |

| Sélection 2012         | Sélection 2012        |
| Club                   | Nom                   |
| ---------------------- | --------------------- |
| Gardien                |                       |
| Gardanne Biver FC      | Christopher Bosselet  |
| Défenseur              |                       |
| US Marseille Endoume   | Kevin Barnel          |
| Eole Sports            | Benoit Lescoualch     |
| Eole Sports            | Soufiène Garbaa       |
| FC Aurillac-Arpajon CA | Omar M'Dahoma (en)    |
| Milieu de terrain      |                       |
| Hapoël Raanana         | Gaétan D'Acunto       |
| Eole Sports            | Christophe Taba       |
| US Pennoise            | Samir Abbes           |
| Attaquant              |                       |
| Sans club              | Yanis Abbes           |
| Eole Sports            | Malik Choaib          |
| Eole Sports            | Brahim Zenafi         |
| RFC Seraing            | Christophe Copel (en) |
| Staff                  | Nom                   |
| Sélectionneur          | Philippe Burgio       |

### Sélectionneur
| N°     | Sélectionneur   | Période   | Matchs | Gagnés | Nuls | Perdus | Gagnés % |
| ------ | --------------- | --------- | ------ | ------ | ---- | ------ | -------- |
| 1      | ?               | 1921      | 2      | 0      | 0    | 2      | 0        |
| 2      | Philippe Burgio | 2008-2013 | 23     | 10     | 1    | 12     | 43.47    |
| Totals | Totals          | Totals    | 25     | 10     | 1    | 14     | 40       |

### Président de la Sélection de Provence
| N° | Nom             | Période   |
| -- | --------------- | --------- |
| 1  | Thierry Marcade | 2006-2013 |